# Schönburg (Saale)
Schönburg ist eine Gemeinde im Burgenlandkreis in Sachsen-Anhalt (Deutschland). Sie gehört der Verbandsgemeinde Wethautal an.

## Geografie
Schönburg liegt ca. fünf Kilometer östlich von Naumburg und etwa neun Kilometer westlich von Weißenfels. Das Dorf liegt am Rande der Aue der Saale. Landschaftlich prägend sind die Felswände des Buntsandsteins am Prallhang des Flusses sowie die namensgebende Höhenburg in der Dorfmitte (siehe Burg Schönburg).

### Gemeindegliederung
Die Gemeinde gliedert sich in die Dörfer Schönburg und Possenhain (eingemeindet am 1. Juli 1950). Des Weiteren gehören die Wohnplätze Weichau und Kroppental zu Schönburg.

## Geschichte

### Funde aus der Eisenzeit
Auf dem Burgstadel (Gelände einer aufgelassenen, verschwundenen Burg) bei Schönburg konnten von der Friedrich-Schiller-Universität Jena archäologisch eine Grube und ein Graben dokumentiert werden. Die Datierung der Grube erfolgt über die Keramik in die Eisenzeit. Der Graben kann über die darin gefundene Keramik ins Mittelalter datiert werden.
Bei einer weiteren Grabung auf dem Fachberg in Schönburg wurden 2006 zwei im Luftbild erkannte Gräben geschnitten. In der oberen Grabenverfüllung sowie in einigen Befunden fand sich dabei eisenzeitliche Keramik, in einigen Befunden auch spätbronzezeitliche Funde.

### Der Ort Schönburg

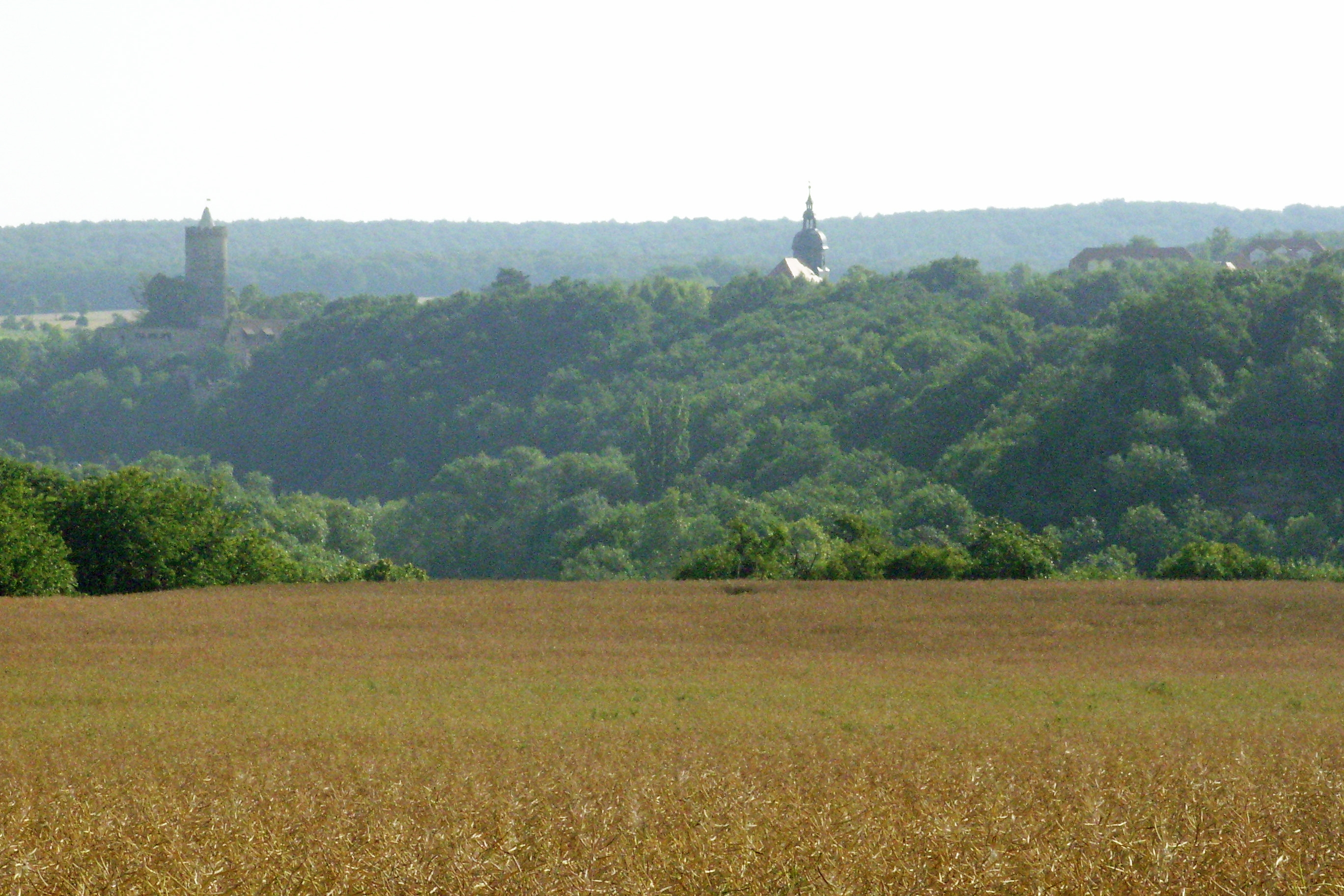
Ort Schönburg von Süden

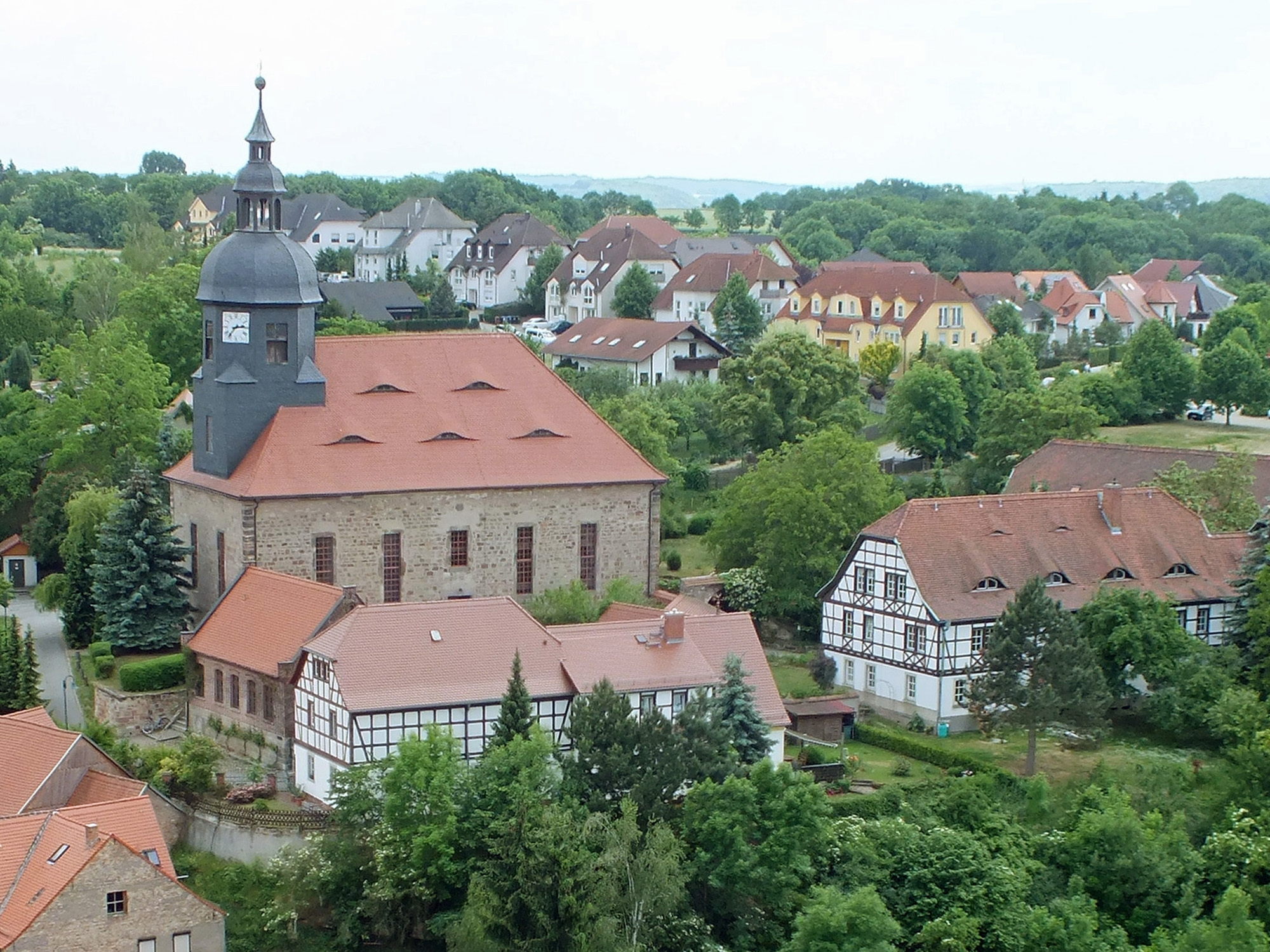
Kirche und evangelisches Tagungsheim

Die Burg Schönburg wurde 1137 erstmals urkundlich erwähnt. Im Wesentlichen 1175 bis 1250 erbaut, soll sie nach einer Sage durch Ludwig den Springer gegründet worden sein. Die adligen Familien von Schönberg und von Schönburg leiten ihre Abstammung hier ab.
Der Burgward Schönburg östlich von Naumburg bildete mit zwölf umliegenden Dörfern seit dem 12. Jahrhundert einen größeren, zum Hochstift Naumburg/Zeitz gehörigen Güterbezirk, aus dem im Spätmittelalter das stiftische Amt Schönburg mit den Orten Schönburg, Possenhain sowie anteilig Gröbitz und Plotha entstand. Die Ansiedlung Schönburg bestand zunächst aus wenigen Häusern um die Burg, in denen Burgbedienstete wohnten. Wegen tiefgreifenden Veränderungen der Agrarwirtschaft im 13. und 14. Jahrhundert und infolge von Verwüstungen im Sächsischen Bruderkrieg (1446–1451) wurden die umliegenden Orte Babendorf, Böllnitz, Bohndorf, Kathewitz, Öblitz, Pfaffendorf und zwei Dörfer Possenhain aufgegeben. Um besseren Schutz zu finden, zogen die Bewohner dieser Orte näher an die Burg, wodurch das heutige Dorf Schönburg entstand.
Im Jahre 1544 kamen Amt, Burg und Ort Schönburg an das neu gegründete hochstiftlich-naumburgische Amt Naumburg, mit welchem sie seit 1564 zum Kurfürstentum Sachsen und zwischen 1656/57 und 1718 zum albertinischen Sekundogenitur-Fürstentum Sachsen-Zeitz gehörten. Durch die Beschlüsse des Wiener Kongresses kam Schönburg 1815 zu Preußen und wurde 1816 dem Kreis Naumburg im Regierungsbezirk Merseburg der Provinz Sachsen zugeteilt, zu dem es bis zur Auflösung des Kreises 1932 gehörte.

## Politik

### Gemeinderat
Der Gemeinderat aus Schönburg setzt sich aus 12 Ratsfrauen und Ratsherren zusammen.

### Bürgermeister
Der ehrenamtliche Bürgermeister Karsten Stützer wurde erstmals am 25. April 2022 gewählt.

## Kultur und Sehenswürdigkeiten
- Das markanteste Bauwerk in Schönburg ist die gleichnamige Burg Schönburg.
- Mosesbrunnen: Diese Quelle entspringt dem Felsen in das Tonnengewölbe einer barocken Brunnenstube. Ein Stein im Scheitel des Rundbogens zeigt die Jahreszahl 1626 und eine Darstellung des Quellenwunder des biblischen Moses.
- Mühlen im Wethautal
- Todtescher Berg, als Steinerner Engel aus dem Fels gehauenes Relief um 1700 im Kroppental

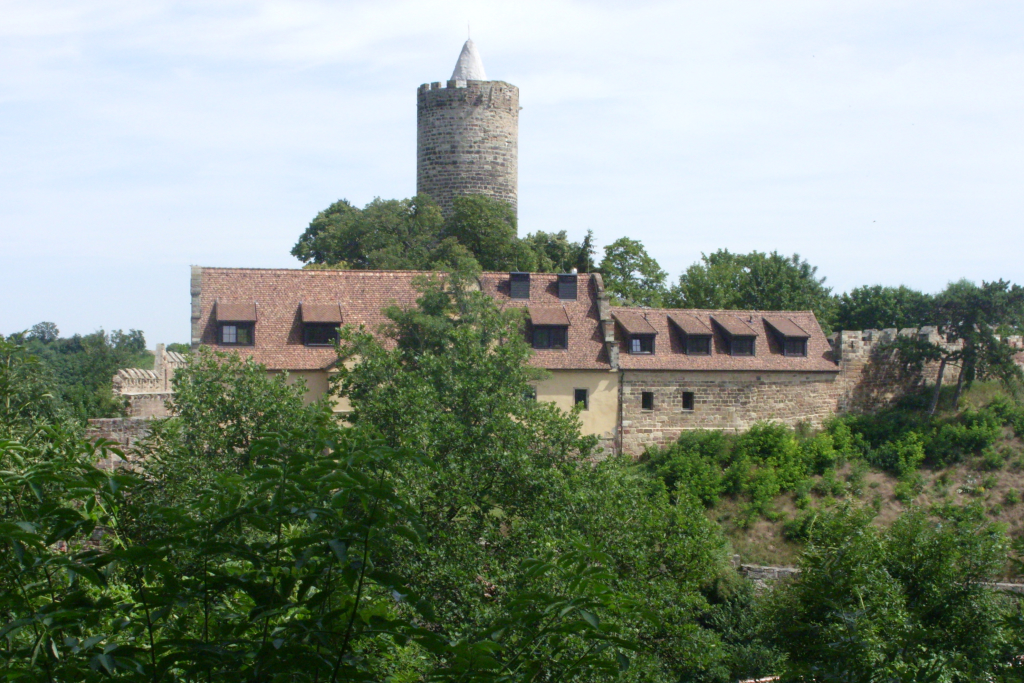
Burg Schönburg
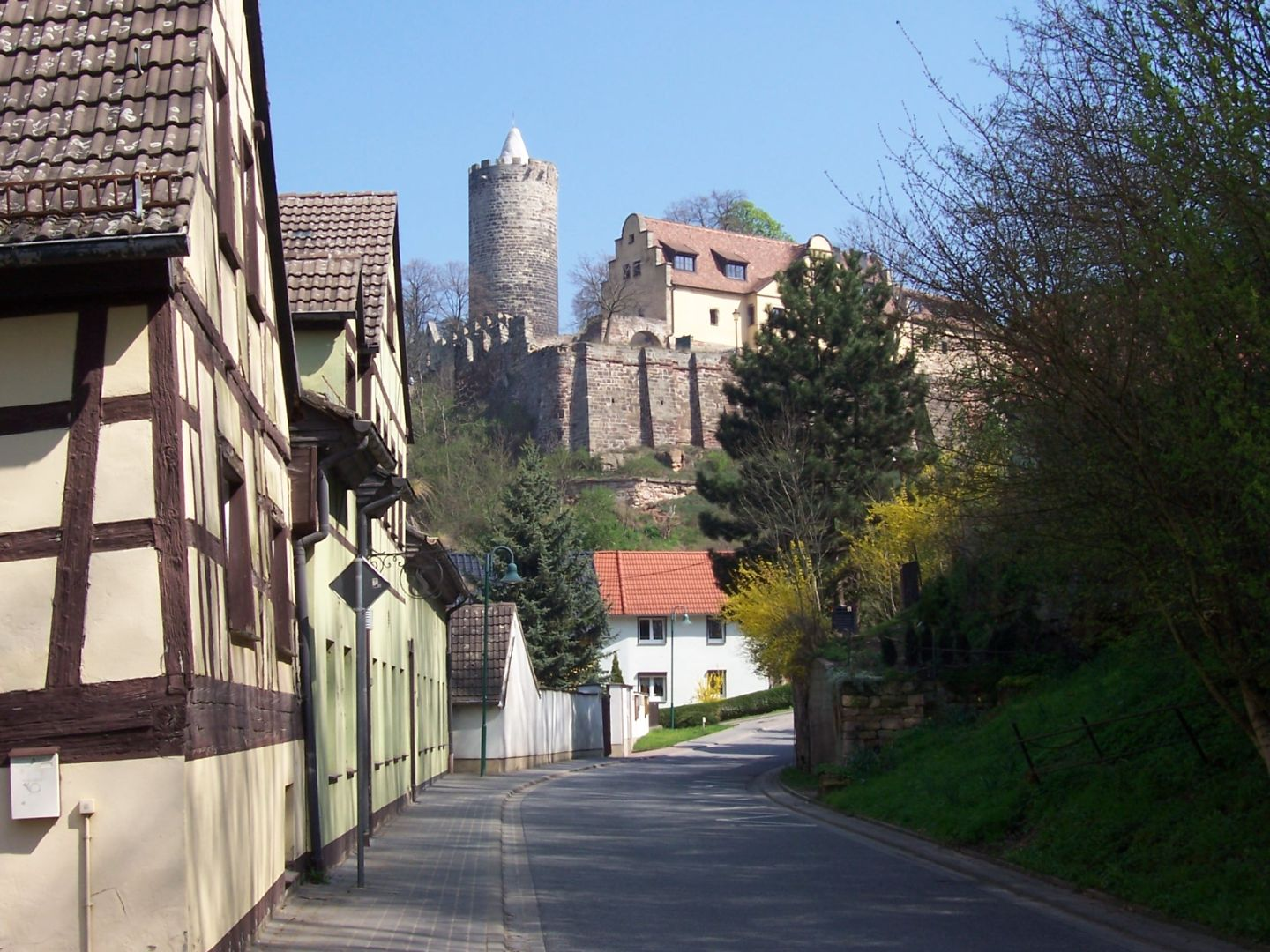
Straße in Schönburg
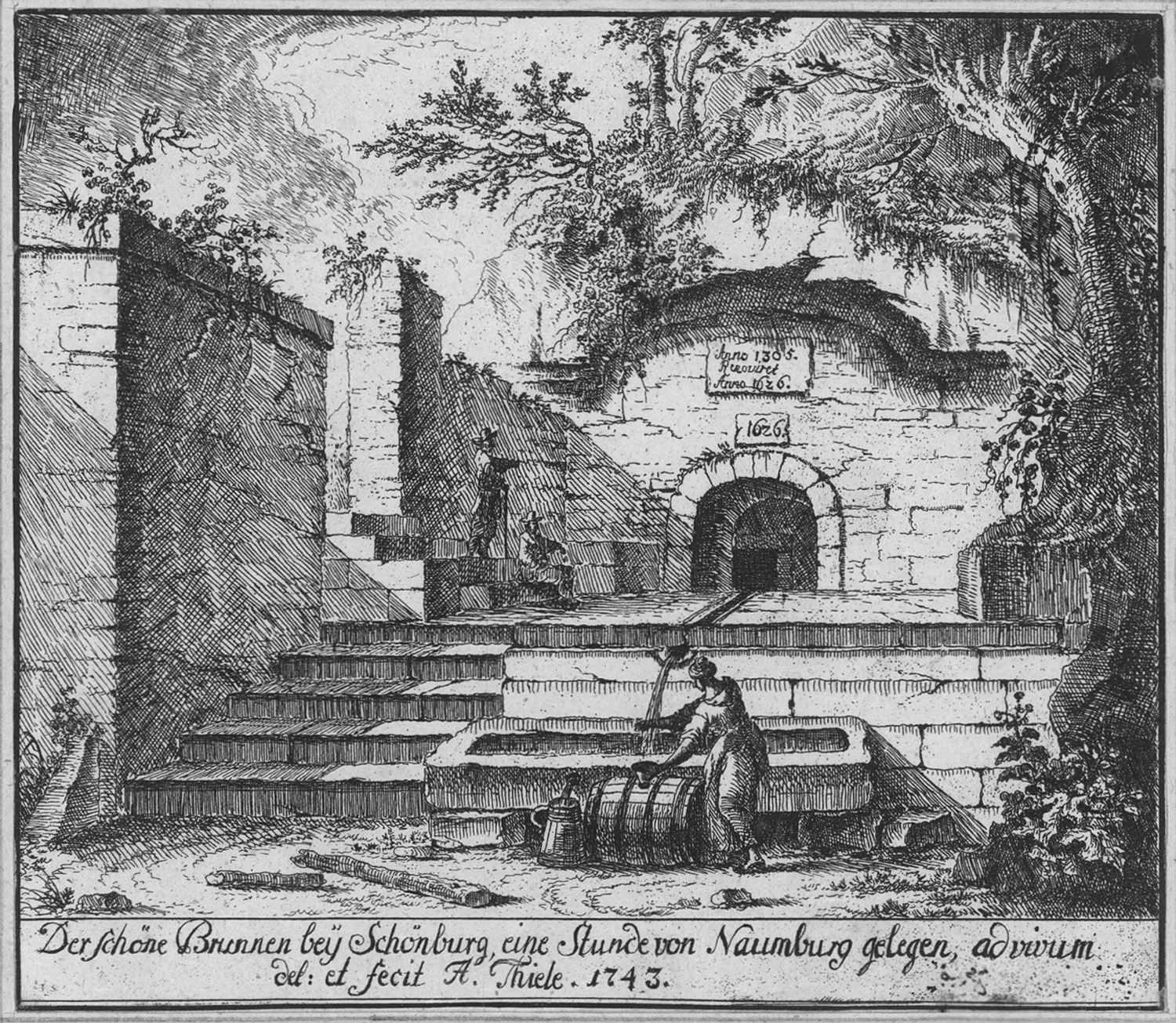
Der Mosesbrunnen1743
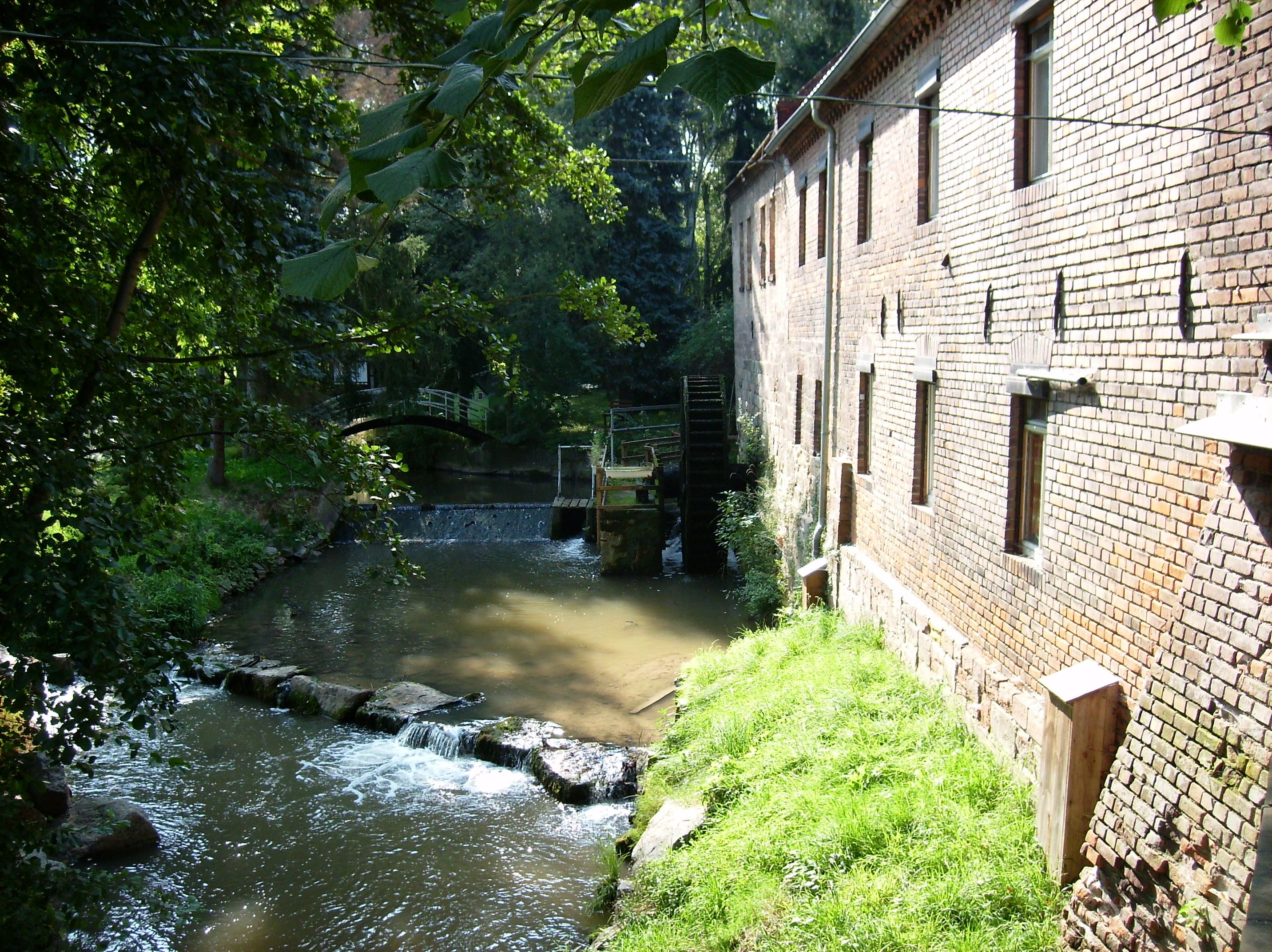
Neumühle bei Schönburg

### Musik
In der Region um Schönburg und zum Teil darüber hinaus bekannt sind die traditionsreichen „Schönburger Blasmusikanten“ sowie das jüngere Ensemble „Die Burgmusikanten aus Schönburg“. Auf der Burg Schönburg findet alljährlich das Musikfest „Schönburger Herbst“ statt.

### Sport/Tourismus
In Schönburg gibt es eine Kanustation, die vom lokalen Kanuverein bewirtschaftet wird.
Der Saale-Radweg führt durch den Ort.

### Regelmäßige Veranstaltungen
Alle zwei Jahre finden die Schönburgfeste statt. Des Weiteren finden auf der Burg regelmäßig Ritterspiele sowie Konzerte statt.

## Verkehr

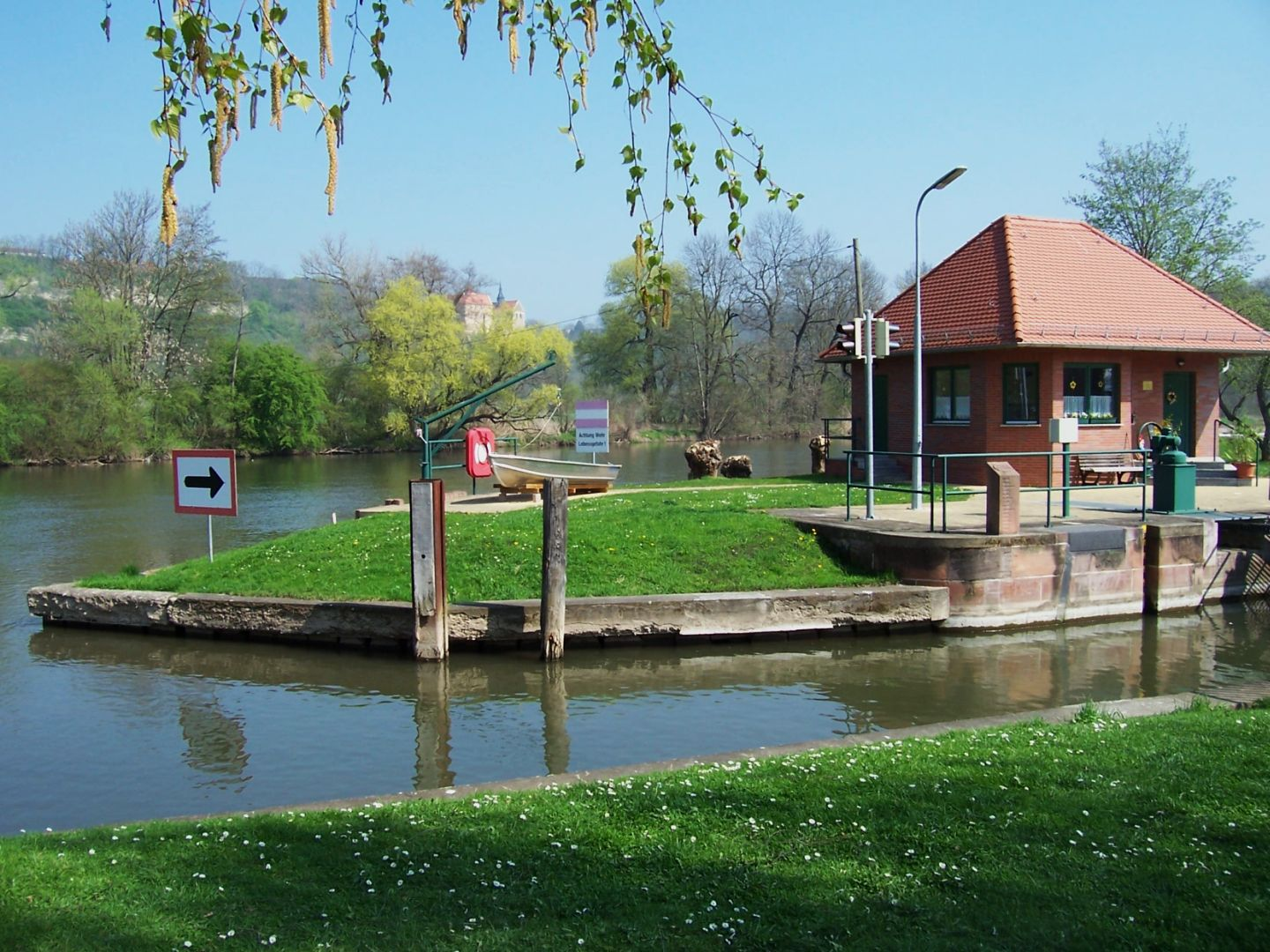
Oeblitzschleuse zwischen Schönburg und Leißling, im Hintergrund Schloss Goseck

- Die Bundesstraßen 180 und 87 verlaufen ca. zwei Kilometer südlich von Schönburg.
- Die Saale am Rande des Gemeindegebietes, früher ein bedeutender Handelsweg, ist heute eine Landeswasserstraße und nur noch von Bedeutung für den Wassertourismus. Die Oeblitzschleuse zwischen Schönburg und Leißling ist die oberste Saaleschleuse.